# Poeira cósmica
A poeira cósmica, também chamada de poeira extraterrestre ou poeira espacial, é uma poeira que existe no espaço sideral ou caiu na Terra. A maioria das partículas de poeira cósmica mede entre algumas moléculas e 0.1 mm (100 micrômetros). Partículas maiores são chamadas de meteoroides. A poeira cósmica pode ser ainda mais distinguida por sua localização astronômica: poeira intergaláctica, poeira interestelar, poeira interplanetária (como na nuvem zodiacal) e poeira circunplanetária (como em um anel planetário).
No Sistema Solar, a poeira interplanetária causa a luz zodiacal. A poeira do Sistema Solar inclui poeira de cometa, poeira asteroidal, poeira do cinturão de Kuiper e poeira interestelar que passa pelo Sistema Solar. Estima-se que milhares de toneladas de poeira cósmica alcancem a superfície da Terra a cada ano, com a maioria dos grãos tendo uma massa entre 10−16 kg (0.1 pg) a 10−4 kg (100 mg). A densidade da nuvem de poeira através da qual a Terra está viajando é de aproximadamente 10−6 grãos de poeira/m3.
A poeira cósmica contém alguns compostos orgânicos complexos (sólidos orgânicos amorfos com uma estrutura mista de aromático-alifática) que podem ser criados naturalmente e rapidamente pelas estrelas. Uma fração menor de poeira no espaço é a "poeira estelar", que consiste em minerais refratários maiores que se condensaram como matéria deixada por estrelas.
Partículas de poeira interestelar foram coletadas pela sonda espacial Stardust e as amostras foram devolvidas à Terra em 2006.

## Estudo e importância

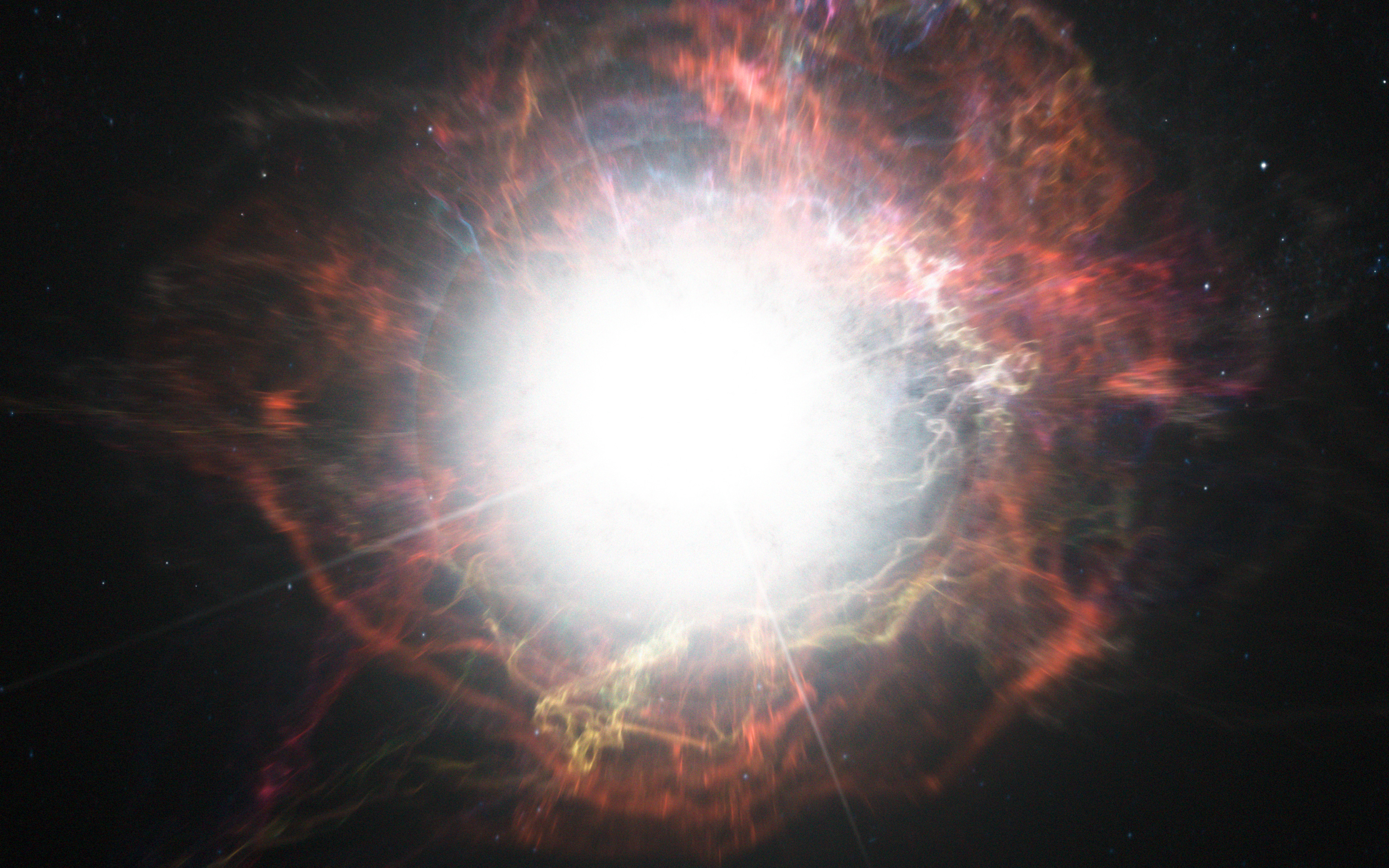
Impressão artística da formação de poeira ao redor da explosão de uma supernova

A poeira cósmica já foi apenas um aborrecimento para os astrônomos, pois obscurece objetos que eles desejavam observar. Quando a astronomia infravermelha começou, as partículas de poeira foram consideradas componentes importantes e vitais dos processos astrofísicos. Sua análise pode revelar informações sobre fenômenos como a formação do Sistema Solar. Por exemplo, a poeira cósmica pode causar a perda de massa quando uma estrela está chegando ao fim de sua vida, desempenhar um papel nos estágios iniciais da formação estelar e formar planetas. No Sistema Solar, a poeira desempenha um papel importante na luz zodiacal, nos raios do Anel B de Saturno, nos anéis planetários difusos externos em Júpiter, Saturno, Urano e Netuno e nos cometas.

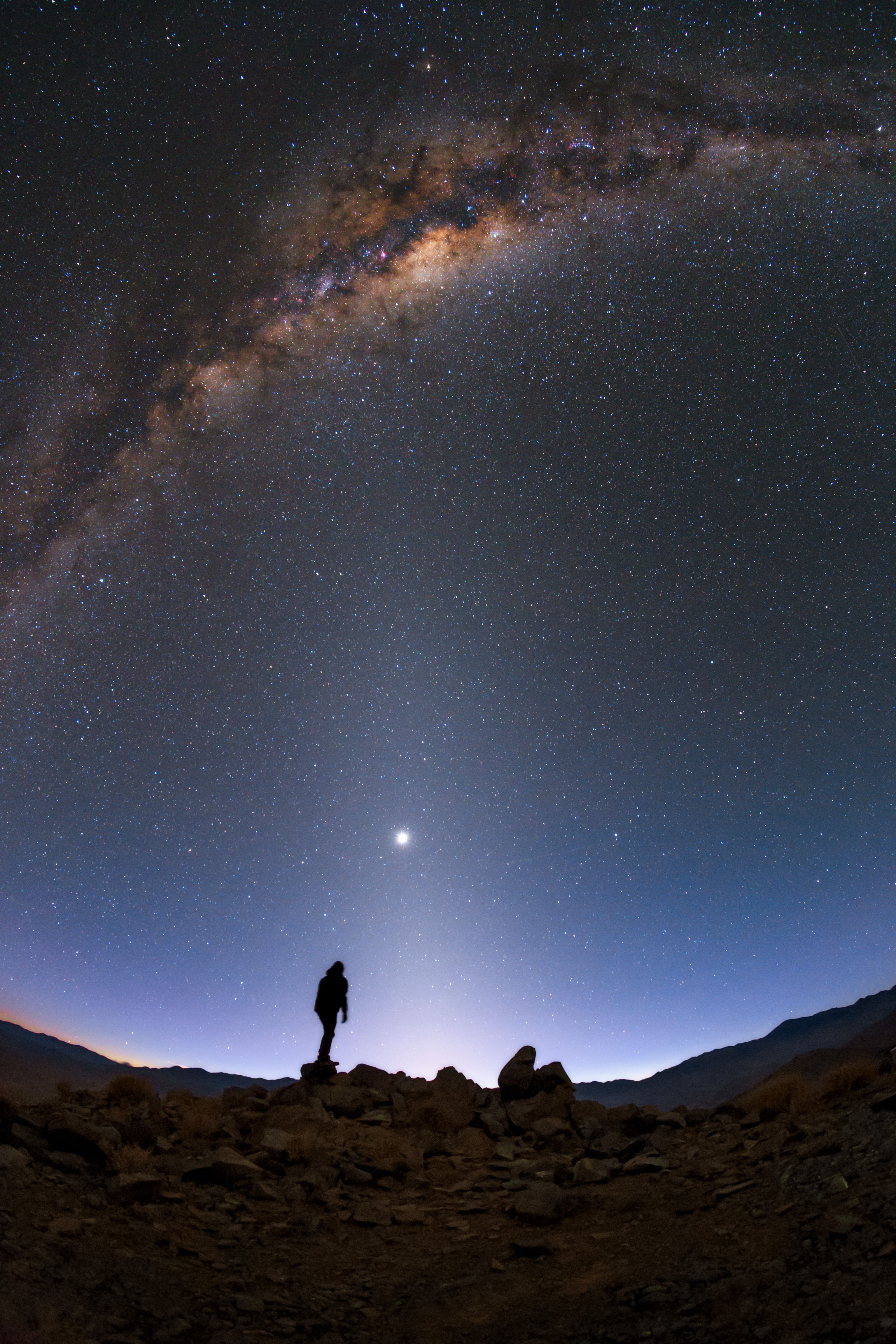
Luz zodiacal causada pela poeira cósmica

O estudo interdisciplinar da poeira reúne diferentes campos científicos: física (estado sólido, teoria eletromagnética, física de superfície, física estatística, física térmica), matemática fractal, química de superfície em grãos de poeira, meteorítica, bem como todos os ramos da astronomia e astrofísica. Essas áreas díspares de pesquisa podem ser vinculadas pelo seguinte tema: as partículas de poeira cósmica evoluem ciclicamente; quimicamente, fisicamente e dinamicamente. A evolução da poeira traça caminhos pelos quais o Universo recicla material, em processos análogos às etapas de reciclagem diárias com as quais muitas pessoas estão familiarizadas: produção, armazenamento, processamento, coleta, consumo e descarte.
As observações e medições da poeira cósmica em diferentes regiões fornecem uma visão importante sobre os processos de reciclagem do Universo; nas nuvens do meio interestelar difuso, nas nuvens moleculares, na poeira circunstelar de objetos estelares jovens e em sistemas planetários como o Sistema Solar, onde os astrônomos consideram a poeira em seu estado mais reciclado. Os astrônomos acumulam "instantâneos" observacionais de poeira em diferentes estágios de sua vida e, ao longo do tempo, formam um filme mais completo das complicadas etapas de reciclagem do Universo.
Parâmetros como o movimento inicial da partícula, propriedades do material, plasma interveniente e campo magnético determinaram a chegada da partícula de poeira ao detector de poeira. Mudar ligeiramente qualquer um desses parâmetros pode gerar um comportamento dinâmico de poeira significativamente diferente. Portanto, pode-se aprender sobre de onde esse objeto veio, e o que é (no) meio intermediário.

## Métodos de detecção

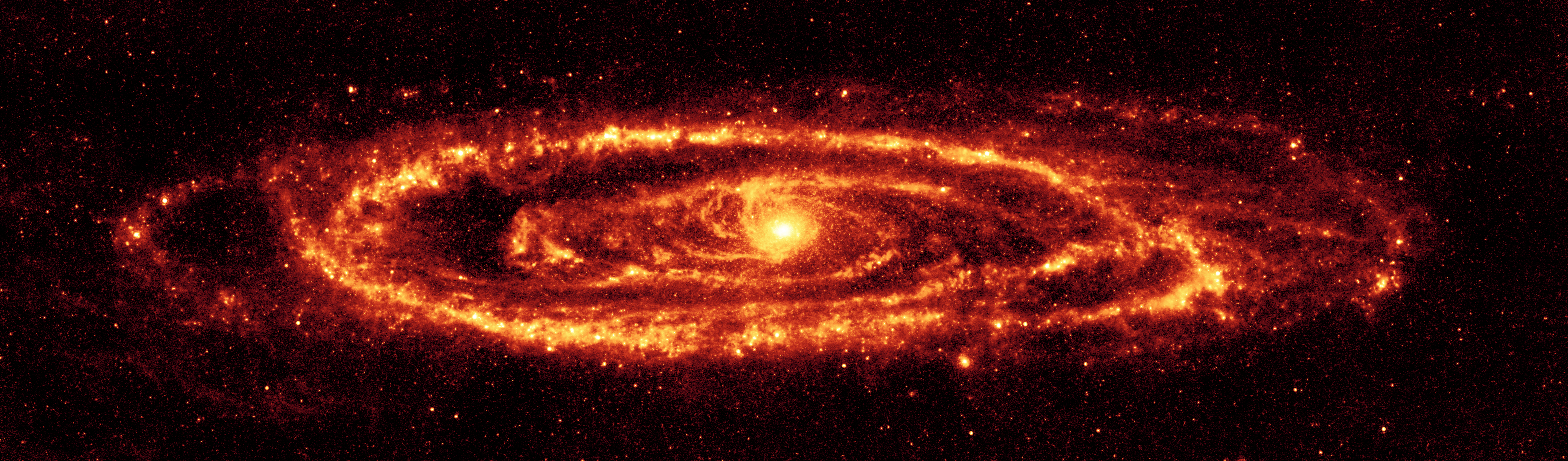
Poeira cósmica da Galáxia de Andrômeda, conforme revelada na luz infravermelha pelo Telescópio Espacial Spitzer

A poeira cósmica pode ser detectada por métodos indiretos que utilizam as propriedades radiativas das partículas de poeira cósmica.
A poeira cósmica também pode ser detectada diretamente ('in-situ') usando uma variedade de métodos de coleta e de uma variedade de locais de coleta. As estimativas do influxo diário de material extraterrestre que entram na atmosfera da Terra variam entre 5 e 300 toneladas.
A NASA coleta amostras de partículas de poeira estelar na atmosfera da Terra usando coletores de placas sob as asas de aviões que voam na estratosfera. Amostras de poeira também são coletadas de depósitos superficiais nas grandes massas de gelo da Terra (Antártica e Groenlândia/Ártico) e em sedimentos do fundo do mar.
Donald Brownlee, da Universidade de Washington em Seattle, identificou com segurança a natureza extraterrestre das partículas de poeira coletadas no final da década de 1970. Outra fonte são os meteoritos, que contêm poeira estelar extraída deles. Os grãos de poeira estelar são peças sólidas refratárias de estrelas presolares individuais. Eles são reconhecidos por suas composições isotópicas extremas, que só podem ser composições isotópicas dentro de estrelas evoluídas, antes de qualquer mistura com o meio interestelar. Esses grãos se condensaram da matéria estelar à medida que ela esfriava ao deixar a estrela.

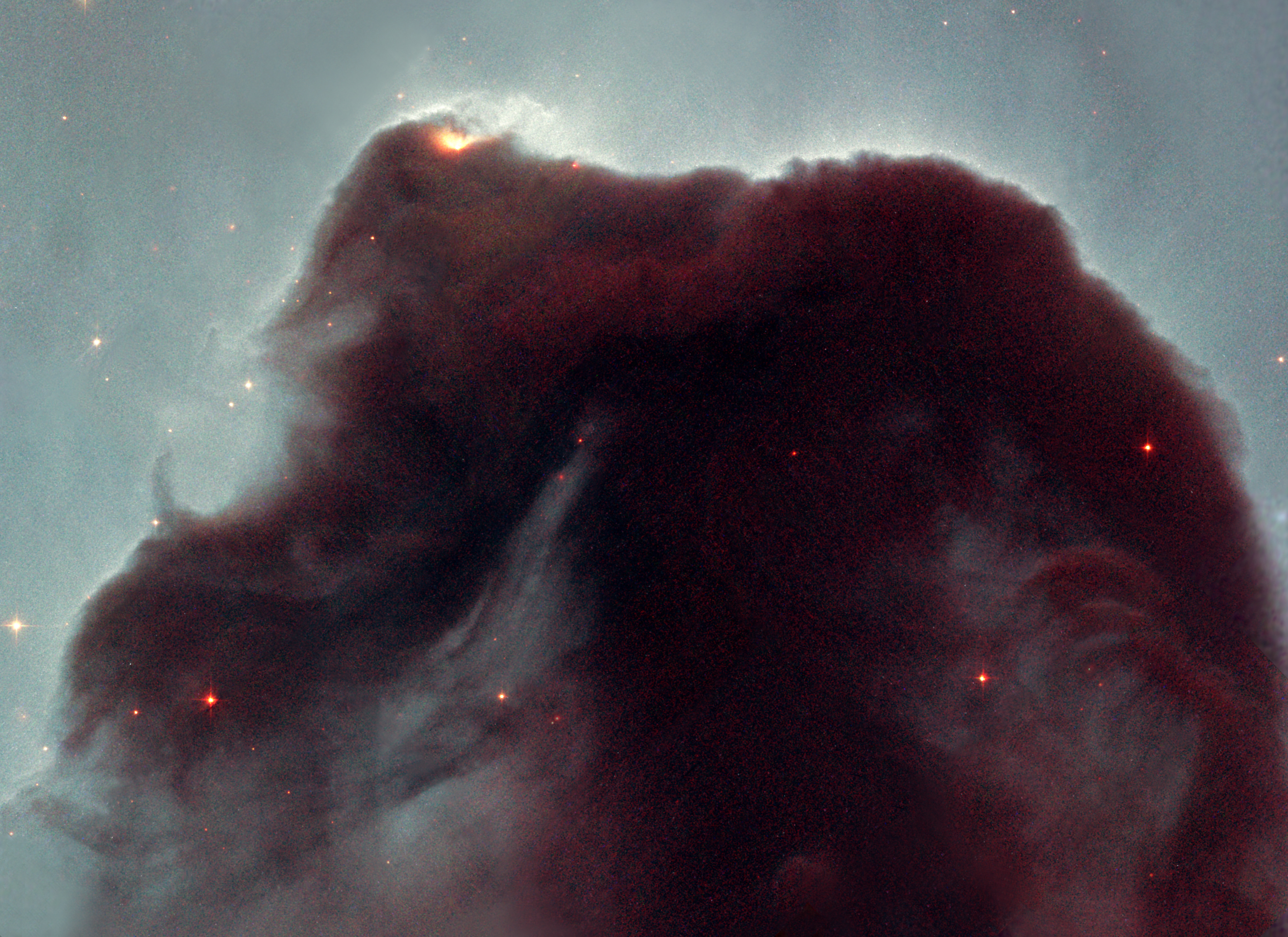
Poeira cósmica da Nebulosa Cabeça de Cavalo revelada pelo Telescópio Espacial Hubble

No espaço interplanetário, detectores de poeira em espaçonaves planetárias foram construídas e lançadas, alguns estão atualmente voando e outros estão sendo construídos para voar. As grandes velocidades orbitais das partículas de poeira no espaço interplanetário (normalmente 10 a 40 km/s) tornam a captura de partículas intactas problemática. Em vez disso, os detectores de poeira in-situ são geralmente concebidos para medir parâmetros associados ao impacto de alta velocidade das partículas de poeira no instrumento e, em seguida, derivar as propriedades físicas das partículas (geralmente massa e velocidade) por meio de calibração de laboratório (ou seja, impactar partículas aceleradas com propriedades conhecidas em uma réplica de laboratório do detector de poeira). Ao longo dos anos, os detectores de poeira mediram, entre outros, o flash de luz de impacto, o sinal acústico e a ionização de impacto. Recentemente, o instrumento de poeira na sonda espacial Stardust capturou partículas intactas no aerogel de baixa densidade.
No passado, detectores de poeira nas missões espaciais HEOS-2, Helios, Pioneer 10, Pioneer 11, Giotto, Galileo e Cassini, nos satélites LDEF, EURECA e Gorid em órbita terrestre, e alguns cientistas utilizaram a Voyager 1 e 2 como sondas Langmuir gigantes para amostrar diretamente a poeira cósmica. Atualmente, detectores de poeira estão nas sondas espaciais Ulysses, PROBA, Rosetta, Stardust e New Horizons. A poeira coletada na Terra ou coletada no espaço e devolvida por missões espaciais de retorno de amostra é então analisada por cientistas de poeira em seus respectivos laboratórios em todo o mundo. Uma grande instalação de armazenamento de poeira cósmica fica no Centro Espacial Lyndon B. Johnson.
A luz infravermelha pode penetrar nas nuvens de poeira cósmica, permitindo-nos observar as regiões de formação de estrelas e os centros das galáxias. O Telescópio Espacial Spitzer da NASA é o maior telescópio infravermelho já lançado ao espaço. Foi transportado por um foguete Delta II de Cabo Canaveral, Flórida, em 25 de agosto de 2003. Durante sua missão, o Spitzer obteve imagens e espectros detectando a radiação térmica emitida por objetos no espaço entre comprimentos de onda de 3 e 180 micrômetros. A maior parte dessa radiação infravermelha é bloqueada pela atmosfera da Terra e não pode ser observada do solo. As descobertas do Spitzer revitalizaram os estudos da poeira cósmica. Um relatório mostrou algumas evidências de que a poeira cósmica é formada perto de um buraco negro supermassivo.
Outro mecanismo de detecção é a polarimetria. Os grãos de poeira não são esféricos e tendem a se alinhar a campos magnéticos interestelares, polarizando preferencialmente a luz das estrelas que passa pelas nuvens de poeira. No espaço interestelar próximo, onde o avermelhamento interestelar não é intenso o suficiente para ser detectado, a polarimetria óptica de alta precisão foi usada para recolher a estrutura de poeira dentro da Bolha Local.
Em 2019, os pesquisadores encontraram poeira interestelar na Antártica, que se relacionam com a Nuvem Interestelar Local. A detecção de poeira interestelar na Antártica foi feita pela medição dos radionuclídeos Fe-60 e Mn-53 por espectrometria de massa com acelerador de alta sensibilidade.

## Propriedades radioativas

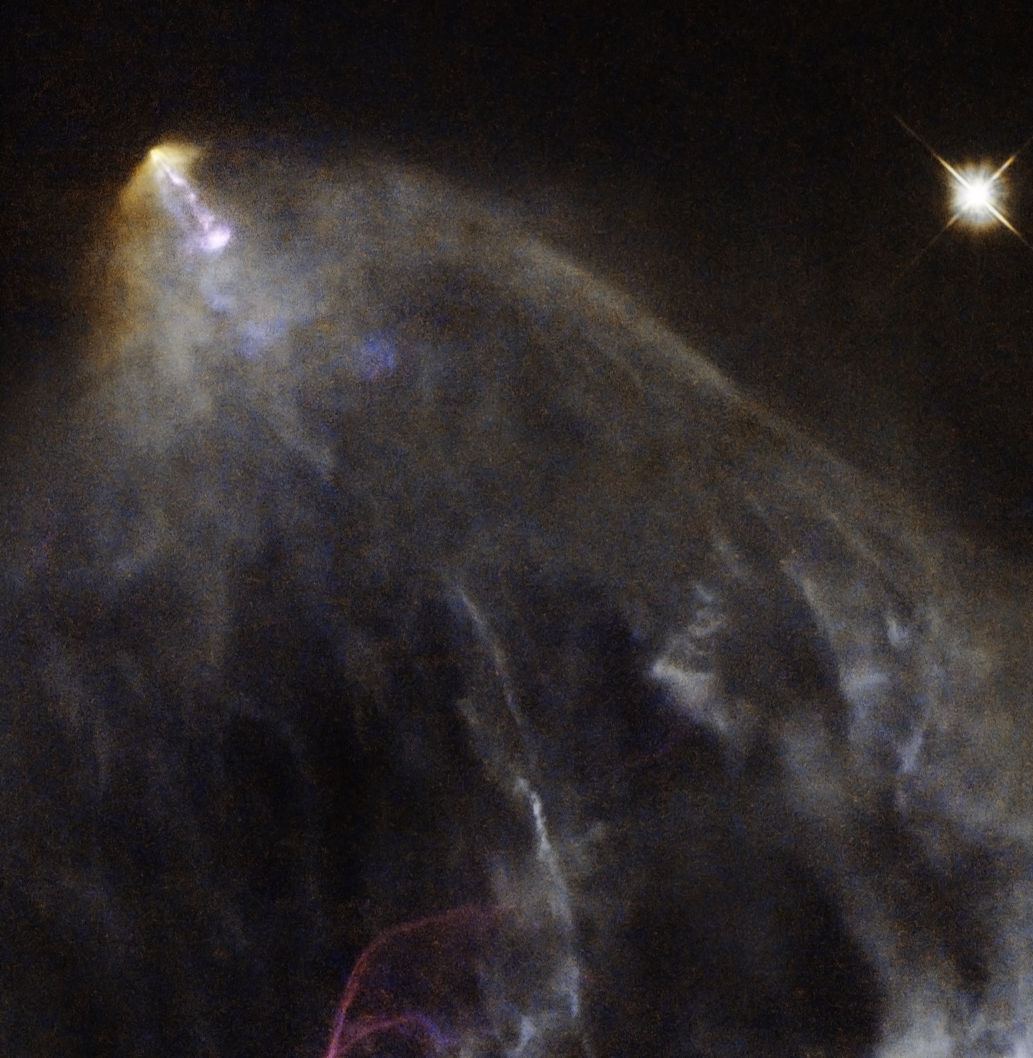
HH 151 é um jato brilhante de material brilhante seguido por uma pluma intrincada de gás e poeira em tons de laranja

Uma partícula de poeira interage com a radiação eletromagnética de uma forma que depende de sua seção transversal, do comprimento de onda da radiação eletromagnética e da natureza do grão: seu índice de refração, tamanho, etc. O processo de radiação para um grão individual é chamado de emissividade, dependendo do fator de eficiência do grão. Outras especificações relacionadas ao processo de emissividade incluem extinção, dispersão, absorção ou polarização. Nas curvas de emissão de radiação, várias assinaturas importantes identificam a composição das partículas de poeira emissoras ou absorventes.
Partículas de poeira podem espalhar a luz de maneira não uniforme. A luz dispersa para frente é a luz que é redirecionada ligeiramente para fora de seu caminho por difração, e a luz retroespalhada é a luz refletida.
A dispersão e extinção ("escurecimento") da radiação fornecem informações úteis sobre os tamanhos dos grãos de poeira. Por exemplo, se o(s) objeto(s) nos dados de alguém são muitas vezes mais brilhantes na luz visível dispersa para frente do que na luz visível dispersa para trás, então entende-se que uma fração significativa das partículas tem cerca de um micrômetro de diâmetro.
A dispersão da luz dos grãos de poeira em fotografias visíveis de longa exposição é bastante perceptível em nebulosas de reflexão e dá pistas sobre as propriedades de dispersão de luz da partícula individual. Em comprimentos de onda de raios-X, muitos cientistas estão investigando o espalhamento de raios-X pela poeira interestelar, e alguns sugeriram que as fontes astronômicas de raios-X possuiriam halos difusos, devido à poeira.

## Poeira estelar
Os grãos de poeira estelar (também chamados de grãos presolares pelos meteoríticas) estão contidos em meteoritos, dos quais são extraídos em laboratórios terrestres. A poeira estelar era um componente da poeira no meio interestelar antes de sua incorporação aos meteoritos. Os meteoritos armazenam esses grãos de poeira estelar desde que os meteoritos se reuniram pela primeira vez no disco de acreção planetário, há mais de 4 bilhões de anos. Os chamados condritos carbonáceos são reservatórios especialmente férteis de poeira estelar. Cada grão de poeira estelar existia antes de a Terra ser formada. Poeira estelar é um termo científico que se refere a grãos de poeira refratária que se condensaram do resfriamento de gases ejetados de estrelas presolares individuais e incorporados à nuvem a partir da qual o Sistema Solar se condensou.
Muitos tipos diferentes de poeira estelar foram identificados por medições em laboratório da composição isotópica altamente incomum dos elementos químicos que compõem cada grão de poeira estelar. Esses grãos minerais refratários podem ter sido anteriormente revestidos com compostos voláteis, mas eles se perdem na dissolução da matéria do meteorito em ácidos, deixando apenas minerais refratários insolúveis. Encontrar os núcleos dos grãos sem dissolver a maior parte do meteorito foi possível, mas difícil e trabalhoso (veja grãos presolares).
Muitos novos aspectos da nucleossíntese foram descobertos a partir das razões isotópicas dentro dos grãos de poeira estelar. Uma propriedade importante da poeira estelar é a natureza dura, refratária e de alta temperatura dos grãos. Proeminentes são carboneto de silício, grafite, óxido de alumínio, espinela de alumínio e outros sólidos que condensariam em alta temperatura de um gás de resfriamento, como em ventos estelares ou na descompressão do interior de uma supernova. Eles diferem muito dos sólidos formados em baixa temperatura no meio interestelar.
Também importantes são suas composições isotópicas extremas, que se espera que não existam em nenhum lugar do meio interestelar. Isso também sugere que a poeira estelar condensada dos gases de estrelas individuais antes dos isótopos poderia ser diluída pela mistura com o meio interestelar. Isso permite que as estrelas de origem sejam identificadas. Por exemplo, os elementos pesados dentro dos grãos de carboneto de silício (SiC) são isótopos de processo s quase puros, encaixando sua condensação dentro dos ventos das estrelas gigantes vermelhas AGB, visto que as estrelas AGB são a principal fonte de nucleossíntese do processo s e têm atmosferas observadas por astrônomos sejam altamente enriquecidos em elementos de processo dragados.
Outro exemplo dramático é dado pelos chamados condensados de supernova, geralmente abreviados pela sigla para SUNOCON (de SUperNOva CONdensate) para distingui-los de outra poeira estelar condensada em atmosferas estelares. SUNOCON contêm em seu cálcio uma abundância excessivamente grande de 44Ca, demonstrando que eles condensaram contendo 44Ti radioativo abundante, que tem uma meia-vida de 65 anos. Os núcleos de saída de 44Ti estavam, portanto, ainda "vivos" (radioativos) quando o SUNOCON se condensou cerca de 1 ano no interior da supernova em expansão, mas teria se tornado um radionuclídeo extinto (especificamente 44Ca) após o tempo necessário para se misturar com o gás interestelar. Sua descoberta comprovou a previsão de 1975 de que seria possível identificar SUNOCON dessa forma. Os SUNOCON de SiC (de supernovas) são apenas cerca de 1% tão numerosos quanto a poeira estelar de SiC de estrelas AGB.
A poeira estelar em si (SUNOCON e grãos AGB que vêm de estrelas específicas) é apenas uma fração modesta da poeira cósmica condensada, formando menos de 0.1% da massa dos sólidos interestelares totais. O grande interesse pela poeira estelar deriva de novas informações que ela trouxe para as ciências da evolução estelar e da nucleossíntese.
Laboratórios estudaram sólidos que existiam antes da formação da Terra. Isso já foi considerado impossível, especialmente na década de 1970, quando os cosmoquímicos estavam confiantes de que o Sistema Solar começou como um gás quente, virtualmente desprovido de quaisquer sólidos remanescentes, que teriam sido vaporizados por alta temperatura. A existência de poeira estelar provou que essa imagem histórica estava incorreta.

## Algumas propriedades
A poeira cósmica é feita de grãos de poeira e agregados em partículas de poeira. Essas partículas têm formato irregular, com porosidade variando de fofa a compacta. A composição, tamanho e outras propriedades dependem de onde a poeira é encontrada e, inversamente, uma análise composicional de uma partícula de poeira pode revelar muito sobre a origem da partícula de poeira. A poeira no meio interestelar difuso geral, grãos de poeira em nuvens densas, poeira de anéis planetários e poeira circunstelar são diferentes em suas características. Por exemplo, os grãos em nuvens densas adquiriram um manto de gelo e, em média, são maiores do que as partículas de poeira no meio interestelar difuso. Partículas de poeira interplanetária (IDP) são geralmente maiores ainda.
A maior parte do influxo de matéria extraterrestre que cai na Terra é dominada por meteoroides com diâmetros na faixa de 50 a 500 micrômetros, de densidade média 2 g/cm3 (com porosidade em torno de 40%). A taxa de influxo total de sítios meteoríticos da maioria dos deslocados internos capturados na estratosfera da Terra varia entre 1 a 3 g/cm3, com uma densidade média em torno de 2 g/cm3.
Outras propriedades específicas de poeira: na poeira circunstelar, os astrônomos encontraram assinaturas moleculares de CO, carboneto de silício, silicato amorfo, hidrocarbonetos aromáticos policíclicos, gelo e poliformaldeído, entre outros (no meio interestelar difuso, há evidências de silicato e grãos de carbono). A poeira cometária é geralmente diferente (com sobreposição) da poeira asteroidal. A poeira asteroidal se assemelha a meteoritos condríticos carbonáceos. A poeira cometária se assemelha a grãos interestelares que podem incluir silicatos, hidrocarbonetos aromáticos policíclicos e gelo.
Em setembro de 2020, foram apresentadas evidências de água em estado sólido no meio interestelar e, particularmente, de gelo misturado com grãos de silicato em grãos de poeira cósmica.

## Formação de grãos de poeira
Os grandes grãos no espaço interestelar são provavelmente complexos, com núcleos refratários que se condensam dentro de fluxos estelares encimados por camadas adquiridas durante incursões em nuvens interestelares densas e frias. Esse processo cíclico de crescimento e destruição fora das nuvens foi modelado para demonstrar que os núcleos vivem muito mais do que a vida média da massa de poeira. Esses núcleos começam principalmente com partículas de silicato condensando-se nas atmosferas de gigantes vermelhas frios e ricas em oxigênio e grãos de carbono condensando-se nas atmosferas de estrelas de carbono frias. As gigantes vermelhas evoluíram ou se alteraram fora da sequência principal e entraram na fase gigante de sua evolução e são a principal fonte de núcleos de grãos de poeira refratária nas galáxias. Esses núcleos refratários também são chamados de poeira estelar (seção acima), que é um termo científico para a pequena fração de poeira cósmica que se condensou termicamente dentro dos gases estelares conforme eram ejetados das estrelas. Vários por cento dos núcleos de grãos refratários se condensaram dentro de interiores em expansão de supernovas, um tipo de câmara de descompressão cósmica. Meteoríticas que estudam poeira estelar refratária (extraída de meteoritos) costumam chamá-la de grãos presolares, mas dentro dos meteoritos há apenas uma pequena fração de toda a poeira presolar. A poeira estelar se condensa dentro das estrelas por meio de uma química de condensação consideravelmente diferente da maioria da poeira cósmica, que se acumula fria na poeira preexistente nas nuvens moleculares escuras da galáxia. Essas nuvens moleculares são muito frias, normalmente menos de 50 K, de modo que vários tipos de gelo podem se acumular nos grãos, em casos apenas para serem destruídos ou separados por radiação e sublimação em um componente de gás. Finalmente, conforme o Sistema Solar se formou, muitos grãos de poeira interestelar foram posteriormente modificados por coalescência e reações químicas no disco de acreção planetário. A história dos vários tipos de grãos no início do Sistema Solar é complicada e apenas parcialmente compreendida.
Os astrônomos sabem que a poeira é formada nos envelopes de estrelas de evolução tardia a partir de assinaturas observacionais específicas. Na luz infravermelha, a emissão a 9.7 micrômetros é uma assinatura da poeira de silicato em estrelas gigantes evoluídas e ricas em oxigênio. A emissão de 11.5 micrômetros indica a presença de pó de carboneto de silício em estrelas gigantes ricas em carbono evoluídas frias. Isso ajuda a fornecer evidências de que as pequenas partículas de silicato no espaço vieram dos envoltórios externos ejetados dessas estrelas.
As condições no espaço interestelar geralmente não são adequadas para a formação de núcleos de silicato. Isso levaria muito tempo para ser realizado, mesmo que fosse possível. Os argumentos são que: dado um diâmetro típico de grão observado a, o tempo para um grão atingir a, e dada a temperatura do gás interestelar, levaria consideravelmente mais tempo do que a idade do Universo para que os grãos interestelares se formassem. Por outro lado, grãos são vistos recentemente se formando na vizinhança de estrelas próximas, em estrelas nova e supernova ejetadas, e na estrela Variável R Coronae Borealis que parecem ejetar nuvens discretas contendo gás e poeira. Portanto, a perda de massa das estrelas é, sem dúvida, onde os núcleos refratários dos grãos se formaram.
A maior parte da poeira no Sistema Solar é poeira altamente processada, reciclada do material a partir do qual o Sistema Solar se formou e subsequentemente coletada nos planetesimais e sobras de material sólido, como cometas e asteroides, e reformada em cada uma das vidas colisionais desses corpos. Durante a história de formação do Sistema Solar, o elemento mais abundante foi (e ainda é) H2. Os elementos metálicos: magnésio, silício e ferro, que são os principais ingredientes dos planetas rochosos, condensam-se em sólidos nas temperaturas mais altas do disco planetário. Algumas moléculas, como CO, N2, NH3 e oxigênio livre, existiam em uma fase gasosa. Algumas moléculas, por exemplo, grafite (C) e SiC se condensariam em grãos sólidos no disco planetário; mas os grãos de carbono e SiC encontrados em meteoritos são presolares com base em suas composições isotópicas, ao invés da formação do disco planetário. Algumas moléculas também formaram compostos orgânicos complexos e algumas moléculas formaram mantos de gelo congelados, os quais poderiam revestir os núcleos de grãos "refratários" (Mg, Si, Fe). A poeira estelar, mais uma vez, fornece uma exceção à tendência geral, pois parece estar totalmente não processada desde sua condensação térmica dentro das estrelas como minerais cristalinos refratários. A condensação do grafite ocorre no interior das supernovas à medida que se expandem e resfriam, e o faz até mesmo em gases contendo mais oxigênio do que carbono, uma surpreendente química do carbono possibilitada pelo intenso ambiente radioativo das supernovas. Este exemplo especial de formação de poeira mereceu uma revisão específica.
A formação do disco planetário de moléculas precursoras foi determinada, em grande parte, pela temperatura da nebulosa solar. Como a temperatura da nebulosa solar diminuiu com a distância heliocêntrica, os cientistas podem inferir a origem de um grão de poeira com o conhecimento dos materiais do grão. Alguns materiais só podem ter sido formados em altas temperaturas, enquanto outros materiais de grãos só podem ter sido formados em temperaturas muito mais baixas. Os materiais em uma única partícula de poeira interplanetária frequentemente mostram que os elementos de grão se formaram em diferentes locais e em diferentes momentos na nebulosa solar. A maior parte da matéria presente na nebulosa solar original desapareceu desde então; atraído para o Sol, expulso para o espaço interestelar ou reprocessado, por exemplo, como parte dos planetas, asteroides ou cometas.
Devido à sua natureza altamente processada, os IDP (partículas de poeira interplanetária) são misturas de grãos finos de milhares a milhões de grãos minerais e componentes amorfos. Podemos imaginar um IDP como uma "matriz" de material com elementos embutidos que foram formados em diferentes momentos e locais na nebulosa solar e antes da formação da nebulosa solar. Exemplos de elementos embutidos na poeira cósmica são GEMS, côndrulo e CAI.

## Da nebulosa solar à Terra
Com base em estudos de modelos de computador de 2012, as moléculas orgânicas complexas necessárias para a vida (moléculas orgânicas extraterrestres) podem ter se formado no disco protoplanetário de grãos de poeira ao redor do Sol antes da formação da Terra. De acordo com os estudos de computador, esse mesmo processo também pode ocorrer em torno de outras estrelas que adquirem planetas.
Em setembro de 2012, os cientistas da NASA relataram que os hidrocarbonetos aromáticos policíclicos (PAH), submetidos às condições do meio interestelar (ISM), são transformados, por meio da hidrogenação, oxigenação e hidroxialquilação, em compostos orgânicos mais complexos, "um passo ao longo do caminho em direção aos aminoácidos e nucleotídeos, as matérias-primas das proteínas e do DNA, respectivamente". Além disso, como resultado dessas transformações, os PAH perdem sua assinatura espectroscópica, o que poderia ser uma das razões "para a falta de detecção de PAH em grãos de gelo interestelar, particularmente nas regiões externas de nuvens densas e frias ou nas camadas moleculares superiores de discos protoplanetários".
Em fevereiro de 2014, a NASA anunciou um banco de dados bastante atualizado para detectar e monitorar PAH no Universo. Segundo cientistas da NASA, mais de 20% do carbono do Universo pode estar associado aos PAH, possíveis materiais de partida para a formação da vida. Os PAH parecem ter sido formados logo após o Big Bang, são abundantes no Universo, e estão associados a novas estrelas e exoplanetas.
Em março de 2015, os cientistas da NASA relataram que, pela primeira vez, compostos orgânicos complexos de DNA e RNA da vida, incluindo uracilo, citosina e timina, foram formados em laboratório sob condições do espaço sideral, usando produtos químicos iniciais, como a pirimidina, encontrados em meteoritos. A pirimidina, assim como os PAH, o produto químico mais rico em carbono encontrado no Universo, pode ter se formado nas gigantes vermelhas ou em poeira interestelar e nuvens de gás, segundo os cientistas.

## Algumas nuvens "empoeiradas" no Universo
O Sistema Solar tem sua própria nuvem de poeira interplanetária, assim como os sistemas extrasolares. Existem diferentes tipos de nebulosas com diferentes causas físicas e processos: nebulosa difusa, nebulosa de reflexão infravermelha (IR), remanescente de supernova, nuvem molecular, regiões H II, regiões de fotodissociação e nebulosa escura.
A distinção entre esses tipos de nebulosa é que diferentes processos de radiação estão em ação. Por exemplo, as regiões H II, como a Nebulosa de Órion, onde ocorre uma grande formação de estrelas, são caracterizadas como nebulosas de emissão térmica. Remanescentes de supernovas, por outro lado, como a Nebulosa do Caranguejo, são caracterizados como emissão não-térmica (radiação síncrotron).
Algumas das regiões empoeiradas mais conhecidas no Universo são as nebulosas difusas no Catálogo Messier, por exemplo: M1, M8, M16, M17, M20, M42, M43.
Alguns dos maiores catálogos de poeira cósmica são Sharpless (1959) A Catalogue of HII Regions, Lynds (1965) Catalogue of Bright Nebulae, Lynds (1962) Catalogue of Dark Nebulae, van den Bergh (1966) Catalogue of Reflection Nebulae, Green (1988) Rev. Reference Cat. of Galactic SNRs, The National Space Sciences Data Center (NSSDC), e CDS Online Catalogs.

## Retorno de amostra de poeira cósmica
A missão Stardust do programa Discovery foi lançada em 7 de fevereiro de 1999 para coletar amostras da coma do cometa 81P/Wild, bem como amostras de poeira cósmica. Ele devolveu amostras à Terra em 15 de janeiro de 2006. Na primavera de 2014, foi anunciada a recuperação de partículas de poeira interestelar das amostras.